# Impianto sottocutaneo
L'applicazione di un impianto sottocutaneo è un'operazione di piccola chirurgia in cui si inserisce nella pelle una protesi, un dispositivo per il rilascio di farmaci o un defibrillatore cardiaco impiantabile.

## Esempi di impianto
- Defibrillatore cardiaco impiantabile
- Dispositivi per il rilascio di contraccettivi
- Polimeri biocompatibili utilizzati in chirurgia estetica
- Microchip per l'identificazione di animali
- Impianti di microchip nel corpo umano